# Венок

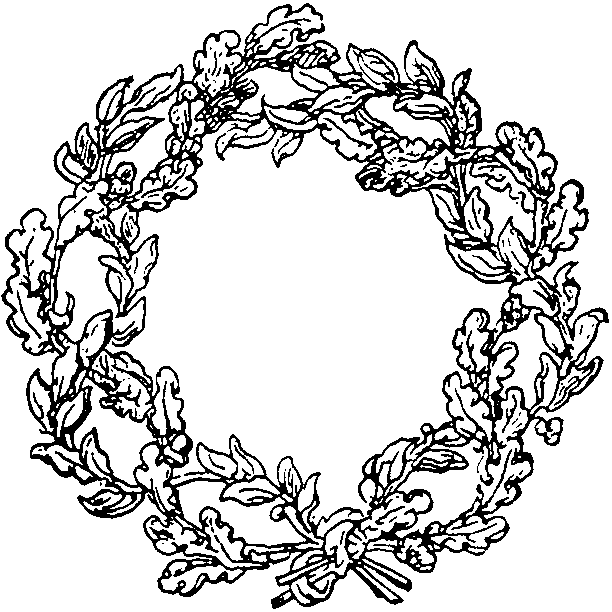
Венок.

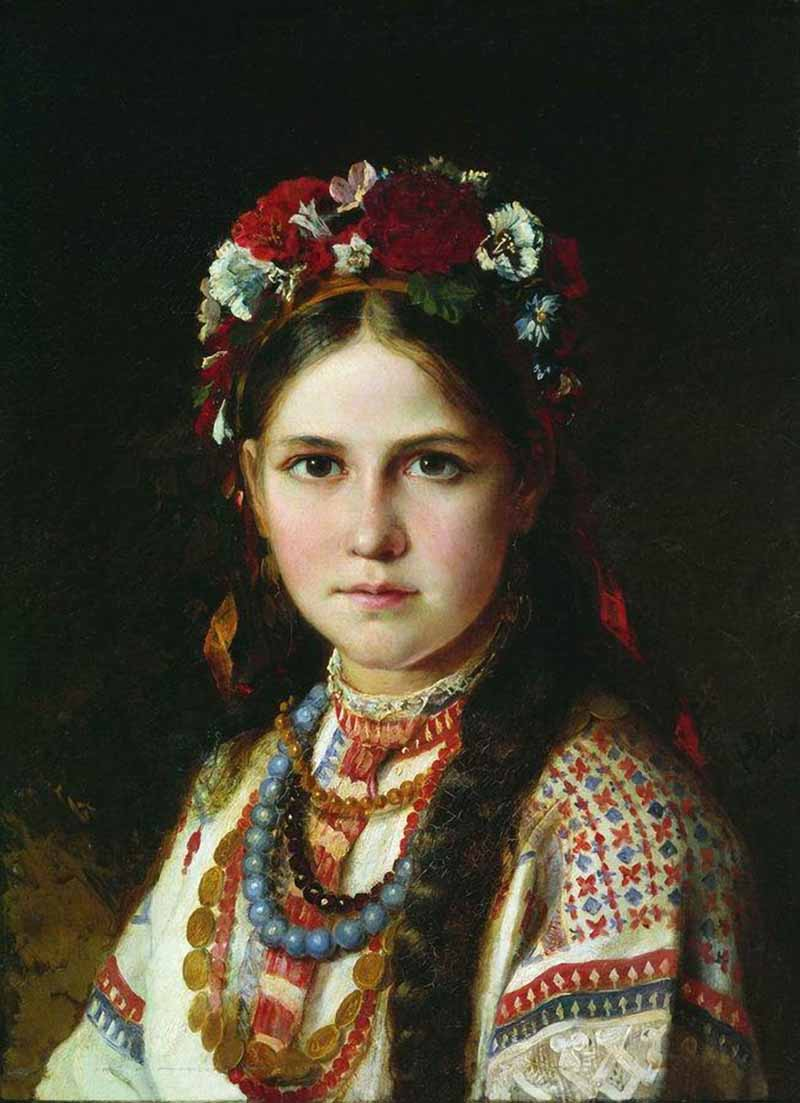
Н. Е. Рачков.
Портрет девушки-украинки.Вторая половина XIX века.

Вено́к (от ст.‑слав. вѣно «дар») — плетённое (изготовленное) в виде кольца украшение из цветов, листьев, веток, иногда также из материалов, имитирующих натуральные.
В народных традициях — награда (знак отличия), ритуальный предмет, элемент убранства исполнителей обрядов, талисман. Используется в народных костюмах славян. Изготовляется из свежей зелени и цветов, реже — из вечнозелёных растений, хвои, сухих веток и цветов, из соломы, бумаги, полотна. Так же в другие времена года использовали искусственные цветы. Подобно другим видам зелени, венок используется также для убранства жилых, хозяйственных и других построек (домов, хлевов, ворот, колодцев и тому подобное), ритуальных предметов (например, бадняка, гроба, крестов (реже — каравая, а также жилища), домашних животных (коров, овец).

## История

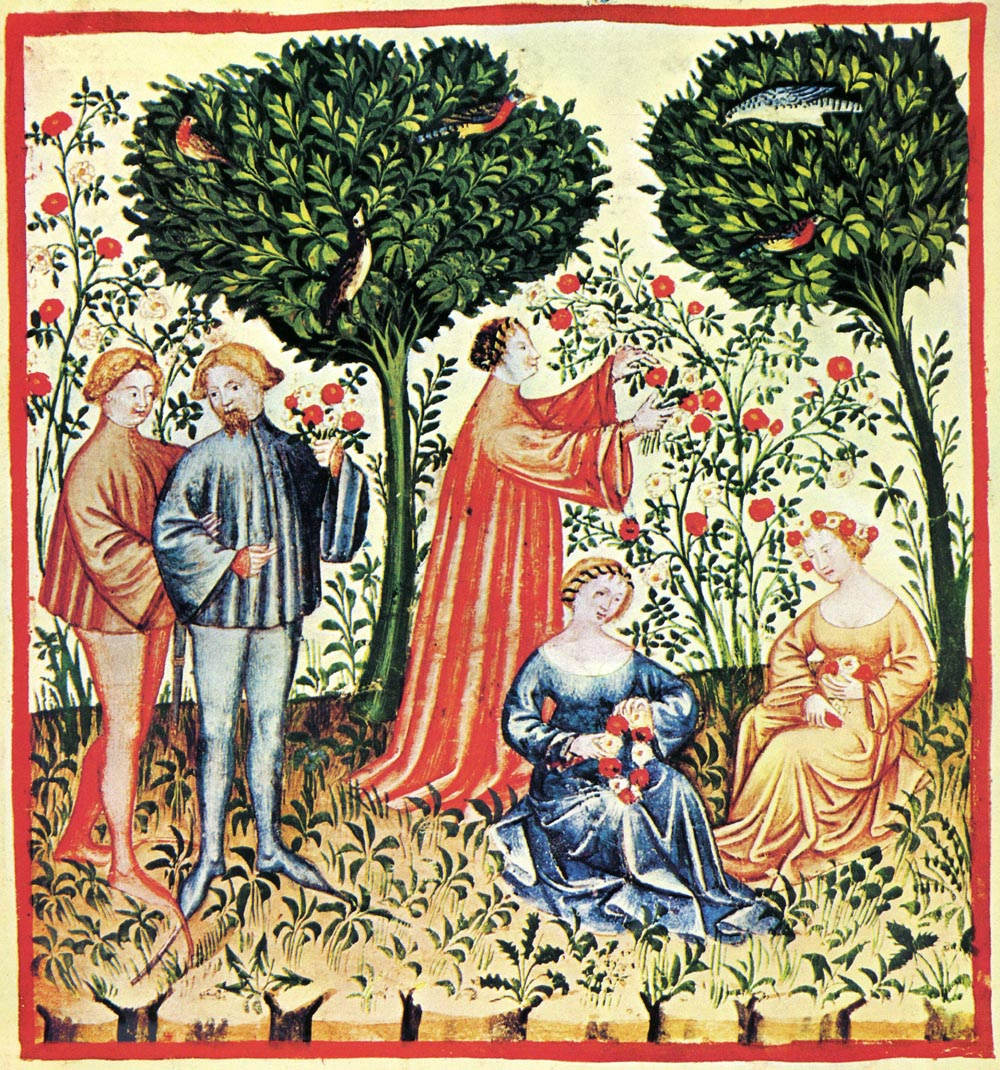
Плетение венков. Иллюстрация из медицинского трактата XIV века «Tacuina sanitatis»

В античной Греции венками награждали победителей музыкальных и спортивных соревнований (почётный венок). Победителей Пифийских игр награждали венком из лавровых листьев. Уже в V веке до н. э. венок стал общепринятым символом победы.
В Римской империи венки вручались как награды, например, corona civica (венок из дубовых листьев) за спасение гражданина Рима из опасного положения или corona muralis в виде зубчатого венца для тех, кто во время осады или штурма первым ступил на вражескую крепостную стену.
Позже стали заменять органический материал на металл, и из венка развилась корона. Будучи элементом убранства участников обрядов или домашних животных, жилых и хозяйственных построек, венок часто служил оберегом от нечистой силы, сглаза. Ритуальное использование его связано с осмыслением венка как круга, что сближает венок с другими имеющими отверстие предметами (кольцо, обруч, калач). Известна языческая традиция — в день Ивана Купала девушки бросали венки в воду и гадали: «тонущий венок — смерть, плывущий — замужество».

Венок в геральдике

## Свадебный венок
Свадебный венок — один из основных атрибутов свадебного обряда у славян, наряду со свадебными деревцем, караваем и знаменем. Он является символом брака, как и другие свадебные атрибуты, имеющие форму кольца или круга (кольцо, калач, каравай). Свадебный венок вошёл с христианской традицией в православный ритуал церковного венчания. Вместе с тем брачная символика венка отражена и в народной традиции: в любовной магии и девичьих гаданиях с венками о замужестве, в обычае вручения девушке венка в знак предложения сватовства, а также в ритуальном использовании венков на свадьбе.
Наиболее распространён в свадебных обрядах венок невесты — символ девичества наряду с косой. Такая символика венка отражена и в самом обряде, и в фольклорных текстах (мотив потерянного венка, доставшегося жениху), и во фразеологии (укр. загубити вінок «потерять невинность до брака»). Замужние женщины венков не носят, не надевают его на голову выходящая замуж вдова (у черногорцев она носит его на плечах или на поясе) или невеста, утратившая невинность до свадьбы. У последней бывает иногда свадебный венок на голове, но не миртовый, а позорный — из спаржи (пол. Бескиды) или половина его, так как она его уже «пролежала», «продрала», «перетёрла» (гуцул.).

## Купальский и троицкий венки

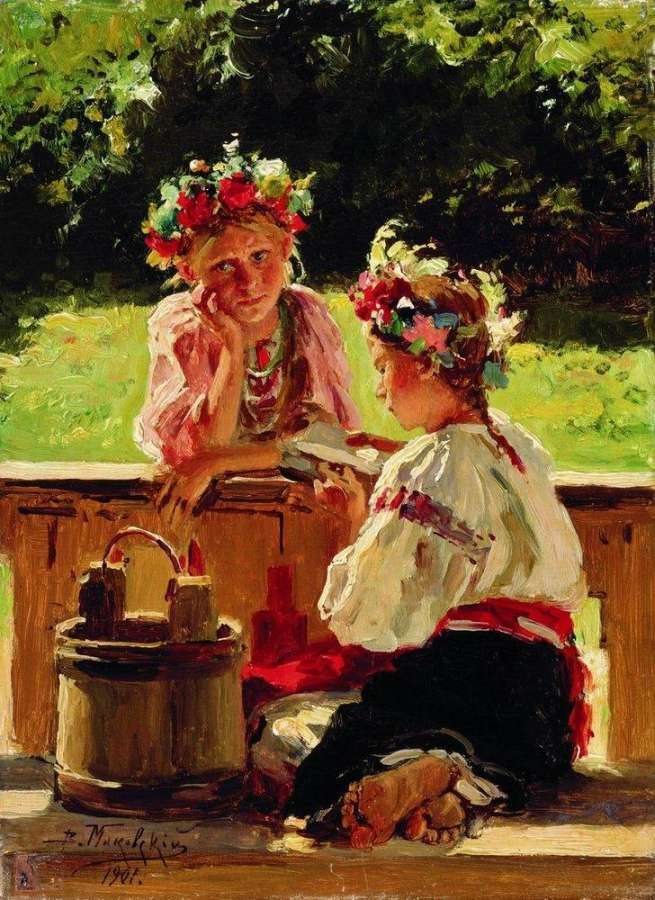
К. Маковский. Девушки, освещённые солнцем, 1901.

Купальский венок был обязательным атрибутом купальских игрищ. Изготавливался из свежей зелени и цветов до начала празднования у костра.
Обрядовое употребление купальского венка связано также с магическим осмыслением его формы, сближающей венок с другими круглыми и имеющими отверстия предметами (кольцом, обручем, калачом и т. п.). На этих признаках венка основаны обычаи доить или процеживать молоко сквозь него, пролезать и протаскивать что-либо через венок, смотреть, переливать, пить, умываться сквозь него.
Дополнительную семантику сообщают венку особые свойства растений, послуживших для них материалом (напр., барвинка, базилика, розы, герани, ежевики, папоротника, дубовых и берёзовых веток и т. п.), а также символика самого действия по его изготовлению — витья, плетения.
Изготовление венка представляет собой особый ритуал, регламентирующий состав исполнителей (обычно девушки, женщины), обрядовое время и место плетения (напр., гумно), число, размер и форму венка, способ плетения, дополнительные украшения (нитки, ленты, чеснок и т. п.).
На заключительном этапе обряда венок чаще всего уничтожали: сжигали в костре, бросали в воду, в колодец, забрасывали на дерево, относили на кладбище и т. п. Часть венков сохраняли, используя затем для лечения, защиты полей от градобития, относили в огороды против червей. У восточных и западных славян гадали по венкам: их бросали в реку и по движению в воде пытались узнать судьбу; оставляли венки на сутки во дворе, примечая, чей венок завянет (тому грозит несчастье); подкладывали на ночь под подушку, чтобы увидеть вещий сон; забрасывали венки на деревья — зацепившийся с первого броска венок сулил скорое замужество. В южной Польше плели из полевых цветов большой венок и водружали его на верхушку сжигаемого дерева: если венок падал на землю не догоревшим, это считалось плохим знаком.
По венкам гадали на судьбу. Если венок долго не будет увядать, то девушку ожидает счастливая любовь. А если быстро завянет, то значит, любовь короткой будет.

## Жатвенный венок

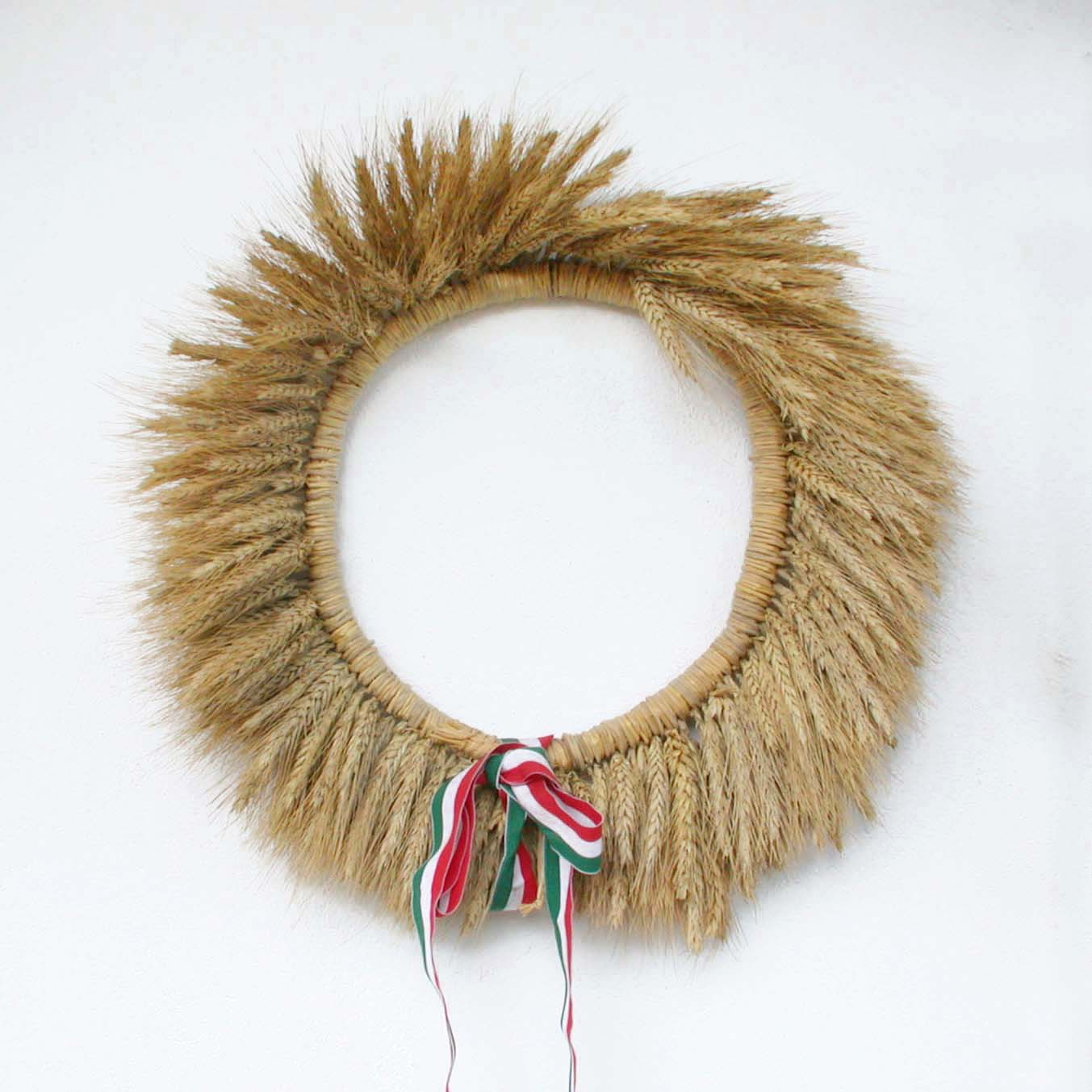
Венок из сжатой пшеницы с венгерским триколором

Жатвенный венок — ритуальный предмет (венок или корона), изготавливаемый из колосьев; символизирует окончание жатвы, передаёт продуцирующую силу зерна будущему урожаю. Во время обжинок жатвенный венок наряду с последним снопом уносят с поля в дом, где хранят до следующей жатвы (или до очередного сева). Известен всем славянам, кроме русских и болгар, у которых эту функцию выполняет последний сноп.
Жатвенный венок имеют различную форму. Чаще всего это обычный круглый венок по размеру головы. У западных славян известны венки в виде короны (пол., чеш., словац. +korona), алтаря, костела, орла (пол.), вазы (словац.), в виде букета, перевязанного лентой с бантом (словац.), в виде большой вязанки колосьев, прикреплённых к трём сплетённым из соломы ножкам (восточные Мазуры, Сувалки, Подлясье), в форме маленького снопа овса, украшенного цветами и яблоками (Подгорье Жешовского воеводства). Иногда жатвенные венки делали очень большими (Буковина) и тяжелыми, весом до 2 ц (Сандомеж), они предназначались для хозяев богатых усадеб; крестьянские венки всегда были меньше и скромнее.
Украинцы Покутья делали несколько венков, по числу засеянных культур, в том числе из гороха, гречихи и рапса.
Венок из колосьев на двери символизирует достаток в семье.

## Рождественский венок

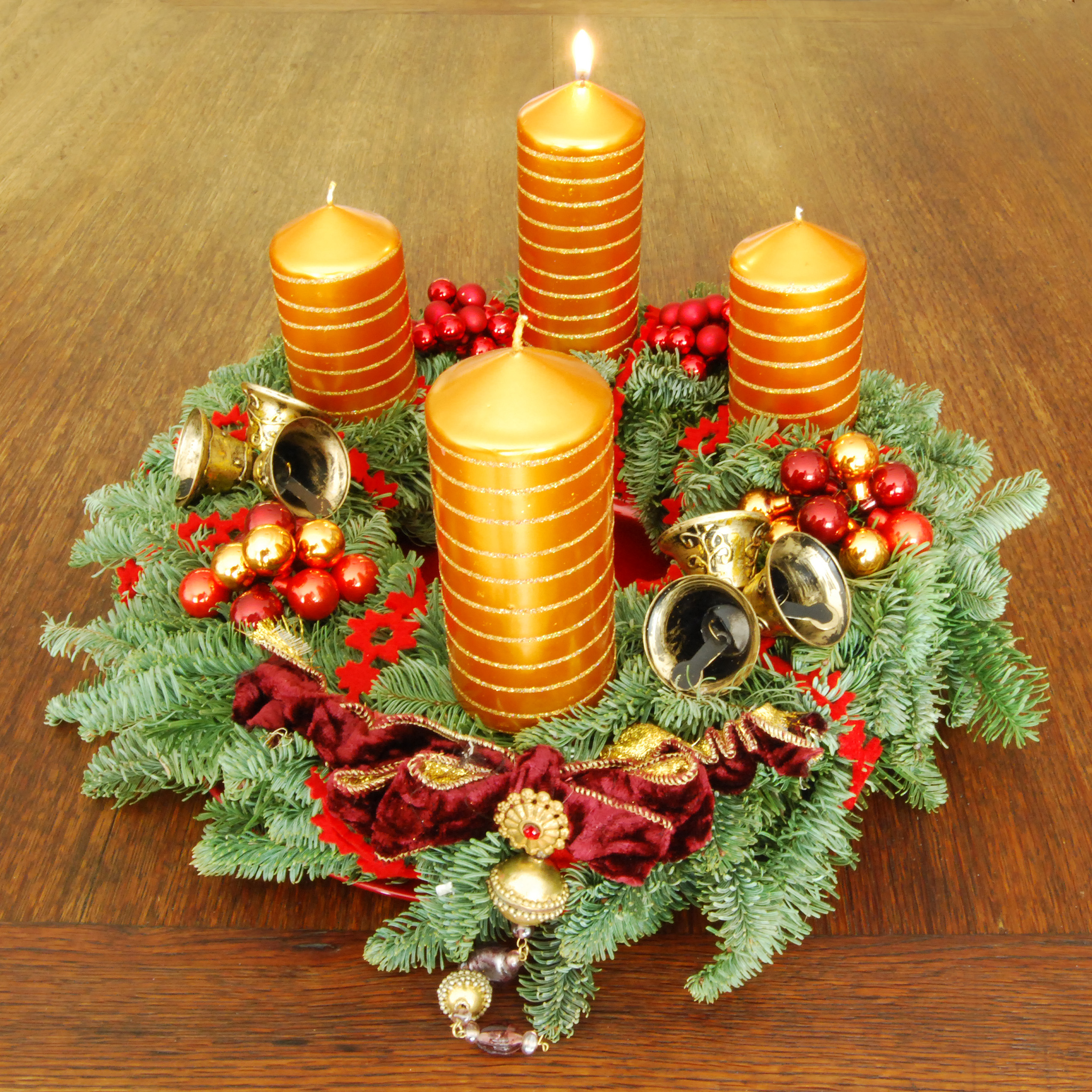
Рождественский венок

Во многих странах в предрождественское время можно увидеть рождественский венок — украшение в форме венка из еловых веток с четырьмя свечами, закрепляемое вертикально или устанавливаемое на стол.
Рождественский венок был введён в рождественские традиции гамбургским лютеранским теологом Иоганном Хинрихом Вихерном.
Рождественский венок с четырьмя свечами ассоциируется с земным шаром и четырьмя сторонами света. Круг символизирует вечную жизнь, которую дарует Воскресение, зелень — цвет жизни, а свечи — свет, который осветит мир в Рождество.

## Похоронный венок

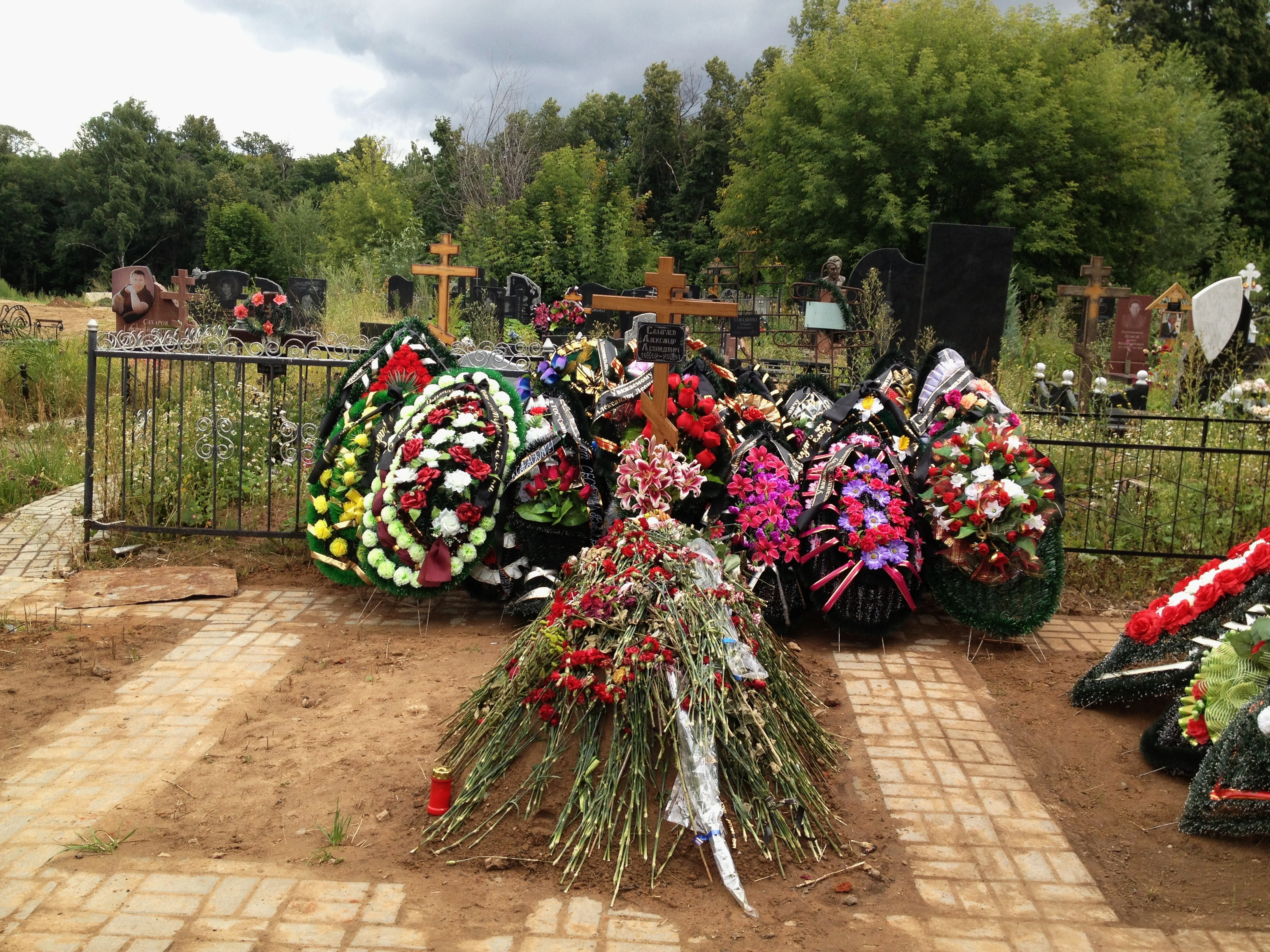
Венки на могиле. Россия

Атрибут погребальных/похоронных процессий или церемоний. Возлагается на могилы, массовые захоронения, к памятникам и монументам в знак уважения к памяти усопшего. Изготавливается, как правило, из искусственных цветов. Может снабжаться специальными траурными лентами с надписями.
В России возложение венков является традиционной частью торжеств и поминальных мероприятий по случаю Дня Победы. Венки в память погибших на воде возлагаются также на водную поверхность.
По древней традиции проводы покойного сопровождаются возложением траурных венков, которые символизируют конец жизненного пути и начало дороги в рай.
Венок — ритуальный предмет, символика которого связана с магическим осмыслением круга. Венок служил одним из элементов символической «свадьбы», которую устраивали для умершего. Венок возлагали на голову покойнику или на крышку гроба (либо их несли перед гробом, оставляли на могиле, привязывали к кресту и т. п.).
Как corona funebris символизирует смерть, скорбь и возлагается на могилу или памятник. Таким же образом венок невесты, с одной стороны, олицетворяет девственность, с другой — умирание в старой жизни и рождение в новой. Ритуальный венок — это символ скорби и печали.
Символическое значение венка.
Православный ритуал обряда прощания с усопшим стремится в цветах и
венках выразить надежду на воскресение и вечную жизнь, а также почтить
христианские достоинства умершего. Для погребального ритуала для венков
выбирались растения сообразно их символическому значению:
* красные розы знаменовали мученичество; 
- фиалки, лилии и белые розы — нравственную чистоту;
- барвинок, плющ, мирт, сосна и ель — никогда не прекращающуюся  жизнь и не прерывающуюся любовь к умершим;
- кипарис являл собой знак праведника, утвердившегося в благодати Божией;
- верба — новую жизнь и воскресение

Источник Какой цвет и что обозначает в ритуальном венке.
Позднее символика растений на венках забылась. В связи с этим Святейший Синод в 1886 году запретил ношение при погребальных процессиях венков с надписями и иных знаков и эмблем, не имевших церковного или государственного значения.
Венки сначала употребляли для украшения зданий во время торжеств, они являлись распространённым декоративным мотивом в античной живописи и скульптуре и до настоящего времени применяются в отделке надгробных сооружений. В XIX веке в России в обычных похоронах, не связанных с воинской славой либо гражданскими почестями, куда большее в оформлении венков значение придавалось всё же вечнозелёному можжевельнику с его душистым смолистым запахом, густо устилавшему дорогу перед гробом во время выноса покойного.
Интенсивное развитие химической индустрии привело к выпуску цветов и венков из полимерных материалов, которые способны долго сохранять свою привлекательность.
Гирлянды («венки» в переводе с итальянского) представляли собой листву, цветы или плоды, перевитые лентами и сплетённые в полосы.